# Друга муслиманска бригада НОВЈ
Друга муслиманска бригада НОВЈ формирана је 2. марта 1944. године у Пећиграду од Тржачког, Цазинског, Бихаћког и Острожачког партизанског батаљона. Приликом формирања имала је четири батаљона с укупно 1100 бораца. Била је у саставу Унске оперативне групе Четвртог корпуса НОВЈ.

## Борбени пут бригаде
У марту 1944. водила је борбе код села Брековице, Цазина, Острошца и других места, а за време неуспелог напада н Цазин, од 9. до 12. априла, код Куле и Врела, против непријатељевих снага које су надирале из Бихаћа. Од средине априла до средине маја дејствовала је на друму Отока-Бужим. Крајем маја водила је оштре борбе код Копривне, Бојне, Тавана и  Катиновца, а у јуну у рејону Бужим, Пећиград.
Од јула 1944. до краја фебруара 1945. дејствовала је углавном у Цазинској крајини нападајући непријтељева упоришта и вршећи диверзије на комуникацијама Костајница-Двор-Бихаћ, Бихаћ-Пећиград и Бихаћ-Слуњ. Бригада је 17. октобра 1944. на комуникацији Суња-Костајница напала из заседе немачку колону и нанела јој губитке од преко 100 погинулих и рањених. Дана 2. новембра је у близини Отоке напала и разбила усташку колону, 17. новембра код Скокова одбила напад делова немачке 392. легионарске дивизије, 22. децембра учествовала је у неуспелом нападу на Цазин, а 6. и 8. јануара 1945. код села Врела, Врсте и Куле Бисоваче одбила напад деова немачке 373. легионарске дивизије из Бихаћа. У фебруару 1945. бригада је имала 1123 борца.
Крајем фебруара 1945. расформирана је, а њено људство ушло је у састав новоформиране Муслиманске бригаде и друге јединице Осме дивизије.
Одликована је Орденом братства и јединства.